# 中曽根雅夫
中曽根 雅夫（なかそね まさお、1935年7月17日 - 1993年9月2日）は、日本の男性俳優、声優。長野県出身。

## 来歴・人物
長野県上田千曲高等学校、東京アナウンスアカデミー卒業。東京放送専属劇団、青年工房、土の会、河の会に所属していた。
1958年よりTBS放送劇団に6期生として入団。同期には天田俊明や田中信夫がいる。
特撮テレビ番組『ウルトラマン』の主人公（M78星雲から来た巨大な宇宙人＝ウルトラマン）の声、掛け声（効果音）を担当した。しかしタイトルバックに中曽根の名前がクレジットされなかったこともあり、「シュワッチ!」という広く知られた掛け声に対し、中曽根の名はほとんど知られていない。
中曽根はウルトラマンの話し声（人間の言葉を話す際の声）も担当することになっていたが、それが決まった時にはアフレコ収録が進んでおり、第1話でウルトラマンの話し声を演じることはなかった（アフレコの現場にいた編集技師の近藤久が演じた）。しかし、その後はウルトラマンの声を一任されることになった。より良い響きが出るよう、ピアノやお風呂場の中に顔を突っ込んで発声するなどして、よく知られるウルトラマンの声を完成させていった。第33話ではメフィラス星人との会話シーンを担当、掛け声ではなく、ウルトラマンの話し声を演じることができた。
その後東映のアニメ作品などにも声優として出演していたが、俳優として芽が出ることはついになく、TBS劇団が解散した後はさまざまな仕事を転々とした後に家族とも離別、不遇の内に1993年に孤独死した。
田中信夫は死去時の状況について、「1993年9月2日、3時」（田中が中曽根の亡骸を発見した警察から連絡を受けてメモした日付で、この日が【命日】かは、未確認）とし、「風邪をこじらせての、衰弱死か病死」と述べている。警察より田中に照会が行ったのは、遺品の手帳に田中の氏名が書かれ、住まいも近所だったからとの理由だという。しかし、田中は中曽根が近所に住んでいた事も知らなかったとしている。
田中は中曽根について、「見かけはコワモテだったが、優しすぎるほどの優しい男だった」と回想している。死の1年ほど前にも田中に「新しいウルトラマンの声、俺の声だよな」、「俳優として返り咲きたい」旨を告げていたという。田中はブランクの長さなどから「無理だよ」と答えたとされるが、中曽根は複数のプロダクションに接触していたとされる。

## 出演作品

### テレビドラマ
- 青年同心隊 第6話「中仙道つっ走り」（1964年、吉永夏録）
- ウルトラQ 第10話「地底超特急西へ」（1966年、新聞記事場面アナウンスの声、ラストのM1号の台詞[7]）
- ウルトラマン（1966年、ウルトラマンの声[注 3]）
- 快獣ブースカ 第25話「夢を食べちゃった!」（1967年、白い壁の悪魔の声[8]）
- 柔道一直線 第1話「カッコいいぞ地獄車」（1969年、第1話のアナウンサー）
- プレイガール 第35話「夫は外で何をしていた？」（1969年）[2]
- 江戸川乱歩シリーズ 明智小五郎（1970年、次回予告ナレーション）
- 愛の戦士レインボーマン 第11話「罠をかけろ！」（1972年、増子アナウンサー）
- ミラーマン（1972年、インベーダーの声[9]）
  - 第17話「罠におちたミラーマン」
  - 第26話「ミラーマン・絶体絶命！ -二大怪獣登場-」
  - 第33話「インベーダーの海底基地」

### テレビアニメ
- エイトマン（1963年）
- 鉄腕アトム (アニメ第1作)（1963年）
- スーパージェッター（1965年、部下[10]）
- リボンの騎士（1967年）
- 巨人の星（1968年 - 1969年）
- わんぱく探偵団（1968年、所長、警官）
- アタックNo.1（1969年、猪野熊監督〈初代〉[11][注 4]、笠置）
- 海底少年マリン（1969年、レッド）
- タイガーマスク（1969年 - 1971年、院長先生[12]、アントニオ猪木[1]、赤沼組若頭[12]、ターザン・メイラー[12]、キングタイガー[12] 他）
- アパッチ野球軍（1971年、網走の父）
- 赤胴鈴之助（1972年）
- 海のトリトン（1972年、ブルーダ）
- デビルマン（1972年）

### 吹き替え

#### ドラマ
- アウター・リミッツ（スティーブ・クランドン〈フレッド・ベア〉、ヨング大佐〈ジェームズ・シゲタ〉、ジェームズ・カスター〈ダブニー・コールマン〉）
- 青い戦慄（ロイド探偵〈チャールズ・アンソニー・ヒューズ〉）
- 赤い山
- アリゾナ・トム
- 美しき冒険（男(2)）
- キャンベル渓谷の激闘（工事人(2)）
- 刑事コロンボ ホリスター将軍のコレクション（ロジャー・ダットン大佐〈バレリー・ハーパー〉）
- スパイ大作戦（ブルーカー〈ビル・フレッチャー〉）
- 戦場（テレビ版1）（ロドリゲス〈リカルド・モンタルバン〉）
- ミステリーゾーン（医者[13]、宇宙人#1[14]）

#### 人形劇
- サンダーバード（1966年、NHK版）
  - 第7話「原子力機・ファイアーフラッシュ号の危機」（レーダー係〈シェーン・リマー〉、ファイアーフラッシュ3号機長〈デビッド・グラハム〉）
  - 第20話「湖底の秘宝」（ハッサン・アリ〈デビッド・グラハム〉、タクシー運転手）
  - 第26話「海上ステーションの危機」（サベッジ機長〈デビッド・グラハム〉、RTL2号）

### ラジオドラマ
- 証拠（1959年、副官[15]）

### 舞台
- 松川事件（1959年、浜崎の父[16]）

## 演じた俳優
- 栗田貫一『ウルトラマンをつくった男たち 星の林に月の舟』（1989年4月、TBS）

## 関連書籍
- 河崎実（著）、円谷プロダクション（監修）『ウルトラマンはなぜシュワッチと叫ぶのか?』[注 5]（2001年、角川書店）